# Pereruela

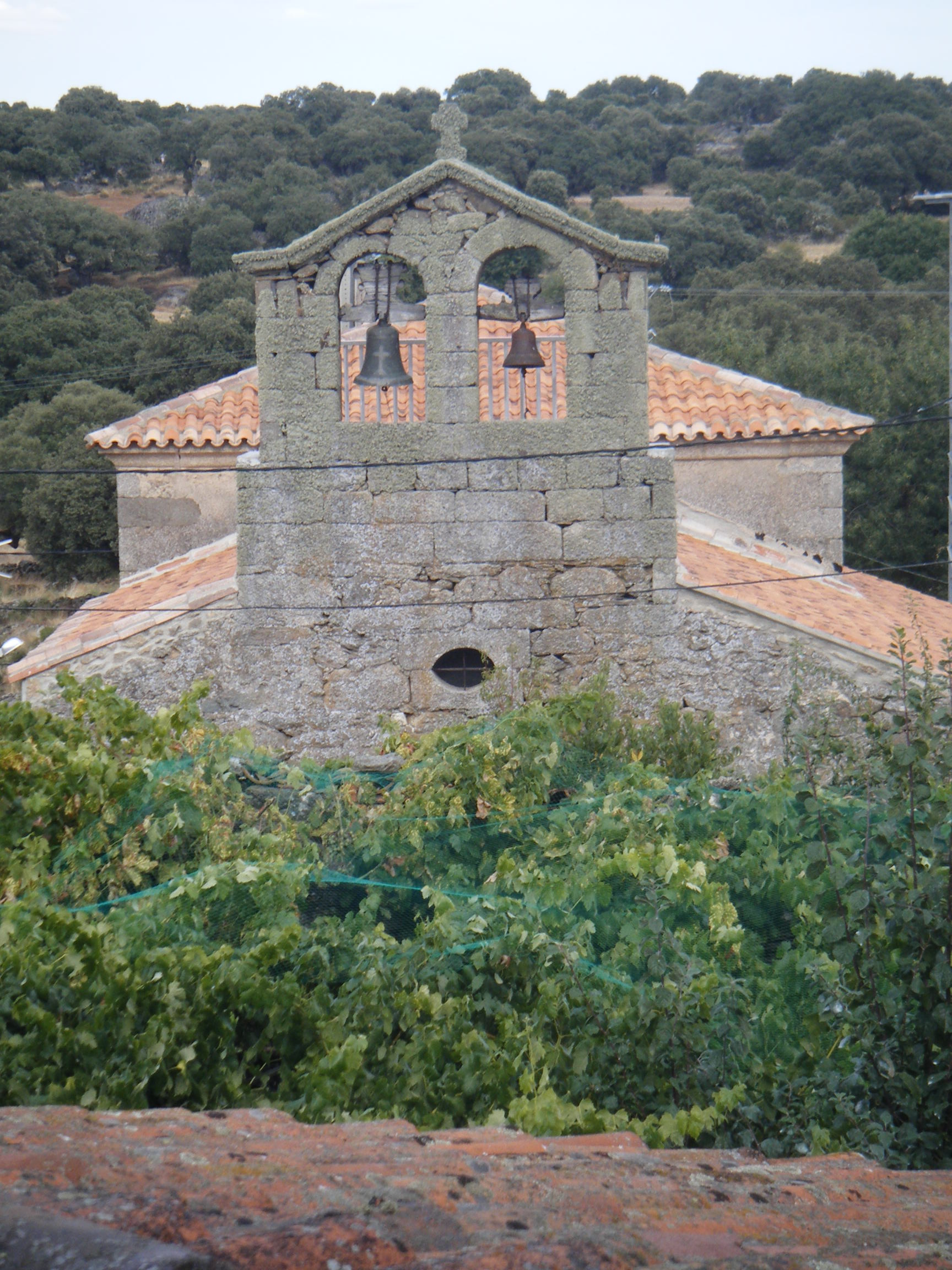
Kirche von Arcillo

Pereruela ist ein nordwestspanischer Ort und eine aus insgesamt 10 Weilern (pedanías) bestehende Gemeinde (municipio) mit 496 Einwohnern (Stand: 2024) in der Provinz Zamora in der Autonomen Gemeinschaft Kastilien-León.

## Lage
Die Gemeinde Pereruela befindet sich knapp 17 km (Fahrtstrecke) südwestlich des Duero und der Provinzhauptstadt Zamora im Westen der kastilischen Hochebene in einer durchschnittlichen Höhe von ca. 740 m. Das Klima ist gemäßigt; die eher spärlichen Niederschläge (ca. 470 mm/Jahr) fallen übers Jahr verteilt.

## Bevölkerungsentwicklung
| Jahr      | 1857 | 1900 | 1950 | 2000 | 2020 |
| Einwohner | 1333 | 1586 | 1657 | 741  | 515  |

Trotz der Zusammenlegung mehrerer bis dato selbständiger Gemeinden (Arcillo, Cernecina, Las Enillas, Malillos, Pereruela, Pueblica de Campeán, San Román de los Infantes, Sobradillo de Palomares, Sogo und La Tuda) in den 1970er und 1980er Jahren ist die Einwohnerzahl der Gesamtgemeinde infolge der Mechanisierung der Landwirtschaft, der Aufgabe von bäuerlichen Kleinbetrieben („Höfesterben“) und des damit einhergehenden Verlusts von Arbeitsplätzen kontinuierlich bis auf die Tiefststände zu Beginn des 21. Jahrhunderts zurückgegangen.

## Wirtschaft
Die Landwirtschaft, zu der auch die Viehzucht gehört, spielt traditionell die größte Rolle im Wirtschaftsleben der hauptsächlich als Selbstversorger lebenden Einwohner der Gemeinde; erwirtschaftete Überschüsse konnten auf den Märkten von Zamora oder bei fahrenden Händlern verkauft oder getauscht werden. Seit dem Hochmittelalter bestimmt die Töpferei ganz wesentlich das wirtschaftliche Leben der Gemeinde. Heute werden einige der verlassenen Häuser als Ferienwohnungen (casas rurales) vermietet.

## Geschichte
Keramikscherben beweisen, dass die Gegend bereits in prähistorischer Zeit besiedelt war; auch aus römischer und mittelalterlicher Zeit wurden entsprechende Funde gemacht. Die Gründung der Orte geht auf die Zeit der Rückeroberung (reconquista) und Wiederbevölkerung (repoblación) der Gegenden südlich des Duero im 11. und 12. Jahrhundert zurück; aus dieser Zeit stammen auch die ersten schriftlichen Erwähnungen. Im 18. Jahrhundert besaßen die Kirche und die Grundherrenfamilie Docampo die meisten Ländereien.

## Sehenswürdigkeiten

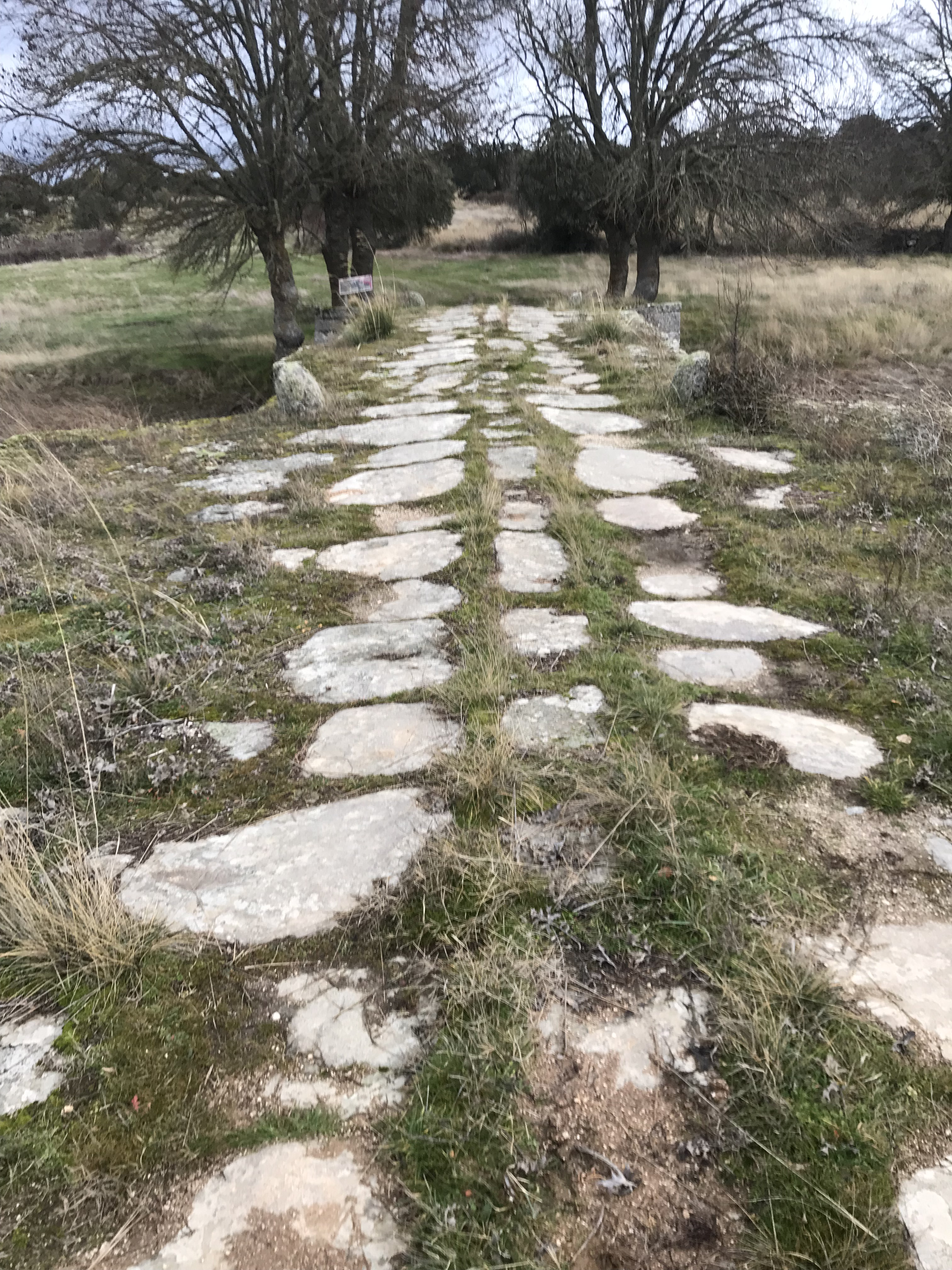
Straßenpflaster bei der Brücke von Sogo

Über das Gemeindegebiet verteilt finden sich Reste gepflasterter Straßen und steinerner Brücken, die einst einen regen Handel ermöglichten.
Arcillo
Die Kirche von Arcillo ist dem hl. Antonius von Padua geweiht; sie hat einen romanischen Ursprung, doch stammt ihr heutiges Erscheinungsbild aus dem 16./17. Jahrhundert.
Malillos
Die Ermita de Santa María Magdalena ist eine kleine Kirche mit romanischen Teilen.
Pereruela
Die Iglesia de Santa Eufemia bietet ein überwiegend romanisches Erscheinungsbild; an ihr wurde vom 11. bis zum 13. Jahrhundert gebaut. Die schmuck- und portallose Westfassade wird von einem zweigeschossigen Glockengiebel (espadaña) überragt; das Südportal wird von einer Vorhalle (portico) geschützt.
Sobradillo de Palomares
Der Weiler besitzt ebenfalls eine einschiffige romanische Kirche mit Südvorhalle.
Sogo
Die mehrbogige Steinbrücke und die gepflasterte Straße von Sogo werden manchmal als römisch angesehen; der heutige Zustand verweist jedoch eher auf das Mittelalter.